# 元載
元 載（げん さい、? - 大暦12年（777年））は、中国唐の粛宗朝・代宗朝の政治家。代宗朝に宰相として専権を振るった。字は公輔。岐州岐山県の人。

## 生涯
本姓は継父の姓の景氏で、北魏の太武帝の子の景穆帝拓跋晃の末裔と冒称する。継父は景昇。寒門の出身で家は貧しかったが、幼少のころから聡明で学問を好み、特に道教に造詣が深かった。玄宗朝の開元29年（741年）、『荘子』・『老子』・『文子』・『列子』の学を問う道挙に登第。邠州新平県尉を授けられた。その後、監察御史韋鎰が黔中監選使となるとその判官となり、大理評事を経て東都留守苗晋卿に引かれてその判官、さらに大理司直を歴任する。
安史の乱に際しては、江南に避難し、江東採訪使李希言の副使から祠部員外郎・洪州刺史と遷った。唐朝が長安・洛陽を回復すると度支郎中に任命され財務官僚として頭角を現し、粛宗の信任を得て江淮方面の物資輸送を管轄、戸部侍郎・度支使・諸道転運使に任ぜられた。元載は財務関係の役職で重用されると共に、粛宗朝の権臣李輔国の妻の元氏と親戚関係にあったことを足がかりに宝応元年（762年）に同中書門下平章事・度支転運使となり、以後15年間にわたって宰相を務めた。
宰相となった直後に粛宗は崩御し、李輔国に擁立された代宗が即位。元載はいよいよ重んじられ中書侍郎へ遷り、修賢殿大学士・修国史・銀青光禄大夫を加えられ許昌県子に封ぜられた。この際責任が重く職務繁多な財務関係の使職を辞し、後任に劉晏を推薦した。李輔国が失脚し殺害された後も元載は重用され、先任の宰相である苗晋卿・裴遵慶が辞めると、元載派の王縉（王維の弟）・杜鴻漸が宰相に任命された。広徳2年（764年）以降は禁軍の実権を握る宦官の魚朝恩に対抗すべく、同列の宰相である王縉・杜鴻漸、さらに代宗の近くで機密を扱う宦官董秀・中書主書卓英倩らと結び元載派を形成し、大暦5年（770年）には代宗と謀ってついに魚朝恩を誅殺した。
この間元載は宰相として専権を振るっており、永泰2年（766年）には官僚の上奏に宰相が事前審査を加える制度を定め、この制度に反対した顔真卿を左遷した。また名門出身で粛宗朝において元載が寒門出身であることを批判した李揆や代宗の信任厚かった李泌など自らに批判的な人物を左遷して、元載派の人士や賄賂を送った人物を任用した。顧繇・李少良・郇謨など元載とその一族の収賄を告発したり、元載の政策を批判する上書を行ったりした人士は処罰された。一方で文学に長じた人士を重用し、劉晏に塩の専売制や漕運の改革を命じたり、後に両税法を施行することで有名な楊炎を自らの後継者として吏部侍郎・修国史に任用した。
代宗は元載の専権や一族の収賄、豪華な邸宅を造っての贅沢な生活から、魚朝恩誅殺後の大暦5年（770年）頃から元載を除くことを決意していたが、その力の大きさから母方の叔父の呉湊とのみ謀って、大暦12年（777年）3月28日、元載・王縉らを捕え、反元載派に転じていた劉晏はじめ常袞ら6人に事後処理を命じた。劉晏は即日極刑の判断を下して元載を杖死させ、彼の一族・董秀・卓英倩らは誅殺され、王縉・楊炎ら元載派の人士は左遷された。

## 元載政権への評価
『旧唐書』・『新唐書』・『資治通鑑』の元載をめぐる記述には恣意的な記述が多く、否定的側面を強調しているため適切に評価することが難しい。しかし近年では次代の徳宗朝において元載の政策が評価され、官位を戻すなど名誉回復が行われたことから、元載失脚の背景には自身の政治姿勢の他に、宦官を巻き込んだ次期皇帝位をめぐる争いがあったともされる。

## 元載に関する逸話
以下はいずれも『資治通鑑』や『太平広記』に見える、元載の権勢と人柄をあらわす逸話である。

### 土木の妖
大暦年間、長く続いた安史の乱、その後の僕固懐恩の反乱・吐蕃の入寇が終結し大臣・将軍・宦官は豪奢な建築物を競うようになった。禁軍の実力者魚朝恩は自らの荘園に章敬太后（代宗の母の呉氏）の菩提を弔うため章敬寺を建立、その為に長安中の材木がなくなり曲江の館・はては玄宗と楊貴妃ゆかりの華清宮の館まで毀して寺の材木とした。また元載・王縉・杜鴻漸は代宗と共に不空（密教第六祖）の五台山金閣寺造立を後援し、その建物は瓦に銅を鋳て金を塗るような豪華なものだった。元載も長安の南北に豪華な邸宅を造った。当時の人はこのような風潮を「木妖」（土木の妖）と称した。元載失脚後、「土木の妖」を憎んだ代宗によってその邸宅は馬璘（将軍）・劉忠翼（宦官）の邸宅と共に最も豪華なものとして毀された。

### 魚朝恩と元載
宦官魚朝恩は「自分は文武の才がある」と誇って国子監（国立大学）の釈奠において『易経』の講義を行った。宰相である元載・王縉も官僚を率いて参列していたが、魚朝恩は『易経』の「鼎足を折り公餗を覆す」（鼎の足が折れて天子の料理を盛った器をひっくり返す、転じて大臣が国政を誤ること）を講義して、宰相を謗った。王縉は怒って席を立ったが、元載は笑ってそのまま講義を聞いた。魚朝恩は終わった後で「あれで怒る者（王縉）は普通だ。しかし笑う者（元載）は測りがたい（恐ろしい者だ）」と語った。

### 河北の一書
魚朝恩誅殺後、権勢並ぶ者なくなった元載のもとに宣州から知り合いの老人がやってきて、任官させてくれるように頼んだ。しかし元載の見るところ、官に就けられるほどの才能はなく、河北（現在の河北省周辺）への書状を渡して送り出した。老人は面白くなく幽州（現在の北京市周辺）に着くとこっそり書状を見た。すると白紙の書状にただ元載の署名があるだけだった。老人は激怒したが、やむを得ず試しに書状を官僚に渡した。節度判官は元載の署名を見て大いに驚き、すぐに節度使に報告し、軍の大官を派遣して元載の書状を受け取らすと、老人を上級の宿舎に泊まらせた。節度使は老人を数日間とどめて宴会を行い、去る時には絹千匹を贈った。元載の権勢はこのように盛んだった。

## 史料
- 『旧唐書』巻118 列伝68 元載伝
- 『新唐書』巻145 列伝70 元載伝